# Sverige i olympiska sommarspelen 1936
Sverige vid Olympiska sommarspelen 1936 vann 6 guld-, 5 silver- och 9 bronsmedaljer främst tack vare brottarna. I den inofficiella poängtävlingen mellan nationerna hamnade Sverige på sjunde plats. Sveriges lag bestod av 150 aktiva. Dessutom hade Sverige skickat två 600-mannatrupper inom gymnastik för att delta vid uppvisningar. 16 000 svenska turister reste till Berlin i samband med spelen.
De här sommarspelen har gått till svensk idrottshistoria, inte på grund av någon extra god insats, utan genom Sven Jerrings radioreferat av fotbollsmatchen Sverige–Japan, som sensationellt vanns av Japan med 3-2. Uttrycket "Japaner, japaner, överallt japaner" blev därefter bevingat. Inför matchen hade Nya Dagligt Allehanda vädrat åsikten att "Slår vi inte dessa snedögda halvapor med åtminstone 10-0 är vi inte längre ett kulturfolk".

## Medaljer

Svensk olympiadräkt från AB Hj. Söderberg buren av Prins Gustaf Adolf som tävlade i banhoppning, utställd på Livrustkammaren.

|         | Guld | Silver | Brons | Totalt |
| ------- | ---- | ------ | ----- | ------ |
| Sverige | 6    | 5      | 9     | 20     |

### Guld
- Rudolf Svedberg - Brottning, grekisk-romersk stil, weltervikt
- Ivar Johansson - Brottning, grekisk-romersk stil, mellanvikt
- Axel Cadier - Brottning, grekisk-romersk stil, lätt tungvikt
- Knut Fridell - Brottning, fri stil, lätt tungvikt
- Sven Johansson och Erik Bladström - Kanot, 2-mans faltbåt 10 000 m
- Torsten Ullman - Skytte, pistol 50m

### Silver
- Egon Svensson - Brottning, grekisk-romersk stil, bantamvikt
- John Nyman - Brottning, grekisk-romersk stil, tungvikt
- Ture Andersson - Brottning, fri stil, weltervikt
- Hans Drakenberg, Hans Granfelt, Gustaf Dyrssen, Gustav Almgren, Birger Cederin och Sven Thofelt - Fäktning, värja lag
- Arvid Laurin och Uno Wallentin - Segling, starbåt

### Brons
- Erik Ågren - Boxning, lättvikt
- Einar Karlsson - Brottning, grekisk-romersk stil, fjädervikt
- Gösta Jönsson (Frändfors) - Brottning, fri stil, fjädervikt
- Henry Jonsson (Kälarne) - Friidrott, 5 000 m
- Fred Warngård - Friidrott, slägga
- Tage Fahlborg och Helge Larsson - Kanot, K2 10 000 m
- Gregor Adlercreutz, Sven Colliander och Folke Sandström - Ridport, dressyr lag
- Dagmar Salén, Sven Salén, Lennart Ekdahl, Martin Hindorff och Torsten Lord - Segling, 6-metersklassen
- Torsten Ullman - Skytte, silhuettpistol 25 m

## Övriga svenska placeringar

### Boxning
- Flugvikt
  - Sture Hållberg utslagen i första omgången
- Bantamvikt
  - 4 Stig Cederberg
- Tungvikt
  - Olle Tandberg utslagen i tredje omgången

### Brottning

#### Grekisk-romersk stil
- Lättvikt
  - 4 H Olofsson

#### Fri stil
- Bantamvikt
  - 4 H Tuvesson
- Lättvikt
  - G Melin, oplacerad
- Mellanvikt
  - L Lindblom, oplacerad
- Tungvikt
  - 4 N Åkerlindh

### Cykel
- Landsvägslopp, individuellt
  - 16 Arne Berg
  - B Carlsson, placering ej noterad
  - I Eriksson, placering ej noterad
  - Sven ”Svängis” Johansson, bröt loppet p.g.a. materialfel
- Landsvägslopp, lag
  - Sverige, oplacerat
- 1 000 m sprint
  - 17 J Persson

### Fotboll
- Sverige utslaget i första omgången mot Japan

### Friidrott

#### Herrar
- 100 m
  - 6 Lennart Strandberg – 10,9 (i semifinalen 10,5)
- 400 m
  - Bertil von Wachenfeldt – 48,5 utslagen i kvartsfinal
  - Olle Danielsson – 48,6 utslagen i kvartsfinal
  - Sven Strömberg – 50,0 utslagen i försök
- 800 m
  - Erik Wennberg utslagen i försök
- 1 500 m
  - 11 Eric Ny – 3.57,6
- 5 000 m
  - 14 Bror Hellström
  - Åke Spångert utslagen i försök
- 10 000 m
  - 13 Henning Sundesson – 32.11,8
- Maraton
  - 10 Thore Enochsson 2:43.12
  - 13 Henry Palmé 2:46.08
- 110 m häck
  - 4 Håkan Lidman – 14,4
- 400 m häck
  - Kell Areskoug – 55,7 utslagen i försök
- 3 000 m hinder
  - 6 Lars Larsson – 9.16,6
  - Harry Holmqvist bröt finalloppet
  - Harry Ekman – 9.43,2 utslagen i försök
- 4 x 100 m
  - Sverige (Lennart Lindgren, Irvin Ternström, Östen Sandström & Åke Stenqvist) 41,5 utslaget i försök
- 4 x 400 m
  - 5 Sverige – 3.13,0 (Sven Strömberg, Pecka Edfeldt, Olle Danielsson & Bertil von Wachenfeldt)
- Gång 50 km
  - 11 Evald Segerström – 4:43.30
  - Gösta Grandin diskvalificerades
  - Dick Löf bröt tävlingen
- Längdhopp
  - 10 Åke Stenqvist
- Höjdhopp
  - Åke Ödmark – 1,85
- Tresteg
  - 18 Bo Ljungberg – 14,35
  - 19 Lennart Andersson –  14,26
- Stavhopp
  - 6 Bo Ljungberg – 4,00 (tillsammans med ytterligare 10 man)
- Kula
  - 9 Gunnar Bergh – 15,01
- Diskus
  - 7 Gunnar Bergh – 47,22
  - 8 Åke Hedvall – 46,20
  - Harald Andersson utslagen i kval. Normalt den bäste av svenskarna men med en skadad kasthand.
- Slägga
  - 12 Gunnar Jansson – 49,28
  - 14 Evert Linné – 47,61
- Spjut
  - 4 Lennart Attervall – 69,20
- Tiokamp
  - 7 Olle Bexell – 7 024
  - Leif Dahlgren utgick efter 9 grenar

#### Damer
- Diskus
  - 6 Birgit Lundström – 35,92

### Fäktning

#### Herrar
- Florett, individuellt
  - B Ljungquist utslagen i kvartsfinal
  - H de Bèsche utslagen i första omgången
  - I Tingdal utslagen i första omgången
- Värja, individuellt
  - 4 Hans Drakenberg
  - H Granfelt utslagen i semifinal
  - Gustaf Dyrssen utslagen i kvartsfinal
- Sabel, individuellt
  - H de Bèsche utslagen i första omgången
  - B Ljungquist utslagen i första omgången
  - I Tingdal utslagen i första omgången
- Sabel, lag
  - Sverige (B Ljungquist, H de Bèsche, I Tingdal, Carl-Johan Wachtmeister & K Nordholm) utslaget i andra omgången

#### Damer
- Florett, individuellt
  - B Granquist utslagen i första omgången
  - E Gripenstedt utslagen i första omgången

### Kanot
- K1, 1 000 m
  - 5 J Ramqvist
- K1, 10 000 m
  - 9 N Vallin
- K2, 1 000 m
  - S Jansson & G Lundqvist diskvalificerade som tvåa i mål för att ha korsat tyskarnas bana vilket de senare själva förnekade
- Faltbåt, enmans,10 000 m
  - 4 L Dozzi

### Modern femkamp
- - 4 Sven Thofelt
  - 10 Georg von Boisman
  - 16 Ebbe Gyllenstierna

### Ridsport

#### Dressyr
Lag om tre ekipage, samt tre individuella platser:
| Ryttare            | Häst     | Poäng  | Placering |
| ------------------ | -------- | ------ | --------- |
| Gregor Adlercreutz | Teresina | 1675,0 | 4         |
| Sven Colliander    | Kal      | 1530,5 | 11        |
| Folke Sandström    | Pergola  | 1455,0 | 15        |

| Ryttare                                            | Häst     | Poäng  | Placering |
| -------------------------------------------------- | -------- | ------ | --------- |
| Gregor Adlercreutz Sven Colliander Folke Sandström | som ovan | 4660,5 | 3         |

#### Fälttävlan
Lag om tre ekipage, samt tre individuella platser:
| Tävlande                  | Häst     | Dressyr | Dressyr   | Faser ACE     | Steeplechase  | Steeplechase | Terrängbana   | Terrängbana | Hoppning  | Totalt    | Totalt    |
| Tävlande                  | Häst     | Straff  | Placering | Straff hinder | Straff hinder | Straff tid   | Straff hinder | Straff tid  | Straff    | Straff    | Placering |
| ------------------------- | -------- | ------- | --------- | ------------- | ------------- | ------------ | ------------- | ----------- | --------- | --------- | --------- |
| Carl Adam von Stjernswärd | Altgold  | -102,6  | 2         | 0             | 0             | -40          | -40           | 27          | -20       | -175.60   | 11        |
| Henri Saint Cyr           | Fun      | -112,7  | 6         | 0             | 0             | 27           | -180          | -320        | -40       | -625,70   | 25        |
| Gustaf Nyblaeus           | Monaster | -157,9  | 37        | 0             | 0             | 36           | utesluten     | utesluten   | utesluten | utesluten | -         |

| Tävlande                                                  | Häst     | Dressyr | Faser ACE     | Steeplechase  | Steeplechase | Terrängbana   | Terrängbana | Hoppning  | Totalt    | Totalt    |
| Tävlande                                                  | Häst     | Straff  | Straff hinder | Straff hinder | Straff tid   | Straff hinder | Straff tid  | Straff    | Straff    | Placering |
| --------------------------------------------------------- | -------- | ------- | ------------- | ------------- | ------------ | ------------- | ----------- | --------- | --------- | --------- |
| Carl Adam von Stjernswärd Henri Saint Cyr Gustaf Nyblaeus | som ovan | -373,2  | 0             | 0             | 23           | utesluten     | utesluten   | utesluten | utesluten | -         |

#### Hoppning
| Tävlande                | Häst    | Straff    | Placering |
| ----------------------- | ------- | --------- | --------- |
| Arne Francke            | Urfé    | 27        | 25        |
| Rolf Örn                | Kornett | 35        | 32        |
| Gustaf Adolf Bernadotte | Aida    | utesluten | -         |

| Ryttare                                       | Häst     | Straff    | Placering |
| --------------------------------------------- | -------- | --------- | --------- |
| Arne Francke Rolf Örn Gustaf Adolf Bernadotte | som ovan | utesluten | -         |

### Rodd
- Fyra med styrman
  - Sverige (Johansson, Sjöblom, Larsson, Sköld & Tisell) utslaget i andra omgången

### Segling
- 8 m-klassen
  - 4 Sverige (T Holm, M Wallenberg, G W Moberg, D von Braun, H Gedda & B Westerberg)
- Olympiajolle
  - 12 C Eriksson

### Simhopp

#### Herrar
- Höga hopp
  - 23 G Öhlander

#### Damer
- Höga hopp
  - 9 I Sjöquist
  - 10 A-M Nirling

### Simning

#### Herrar
- 100 m ryggsim
  - Björn Borg utslagen i semifinal
- 4 x 200 m frisim
  - 8 Sverige – 9.37,5 (Gunnar Werner, S Pettersson, Björn Borg & S O Bolldén)

#### Damer
- 200 m bröstsim
  - K Isberg utslagen i semifinal

### Skytte
- Miniatyrgevär, 50 m
  - 8 Bertil Rönnmark
  - 15 E Koch
  - 32 A Larsson
- Precisionspistol, 50 m
  - 26 G Bergström
- Silhuettpistol, 25 m
  - 5 H Meuller
  - Lönnberg utslagen

### Tyngdlyftning
- Lättvikt
  - 12 J Björklund
- Mellanvikt
  - 9 S Lindberg

### Vattenpolo
- 7 Sverige (Å Nauman, B Berg, T Ljungqvist, G Andersson, R Sandström, E Holm, G Svensson, T Lindzén, G Persson & S pettersson)